# Graeme Allwright

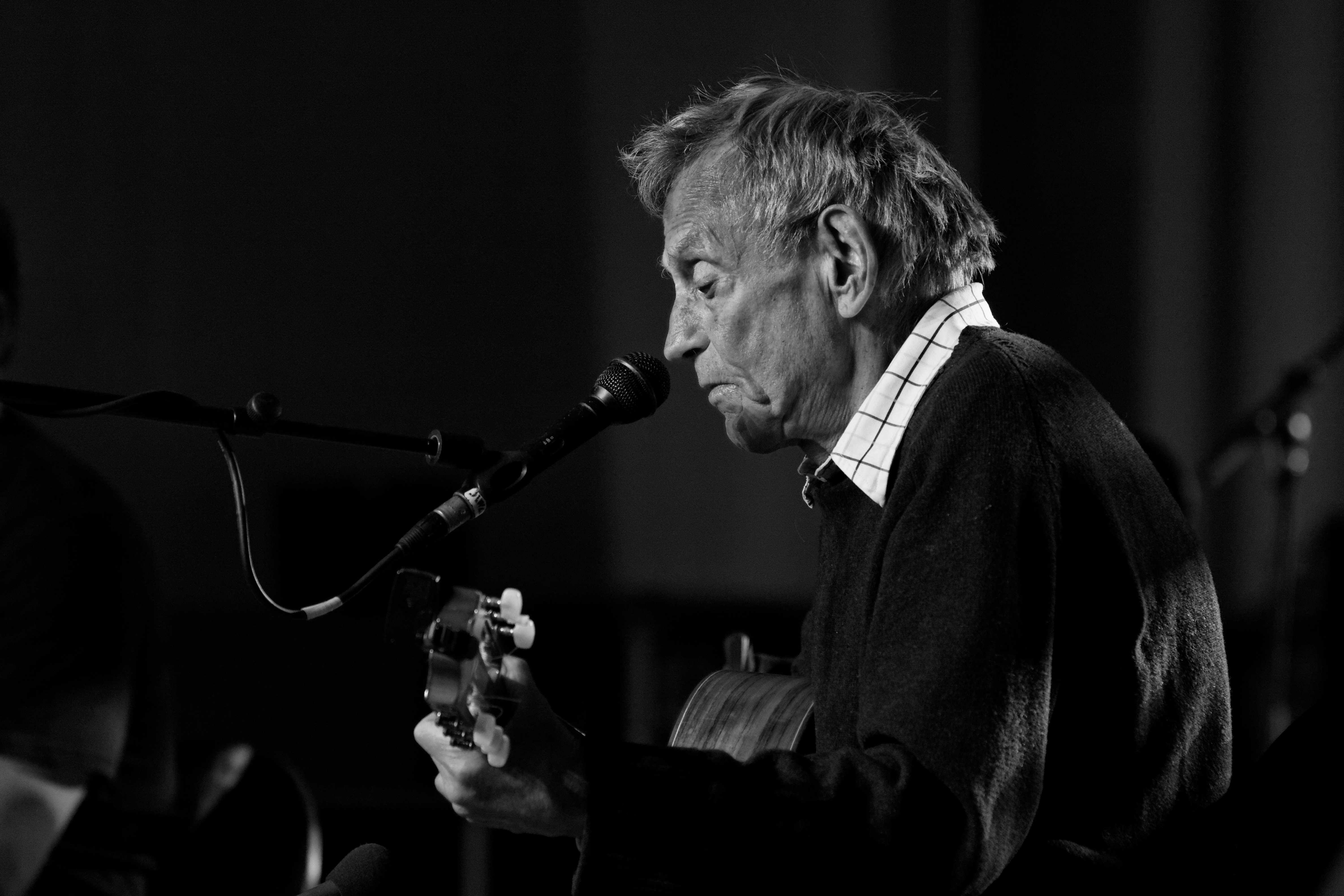
Graeme Allwright bei einem Konzert auf dem Festival de Cornouaille, Juli 2012

Graeme Allwright (* 7. November 1926 in Wellington, Neuseeland; † 16. Februar 2020 in Couilly-Pont-aux-Dames, Frankreich) war ein französischer Sänger, Autor, Komponist, Übersetzer und Dichter. Er lebte in Paris und trat dort häufig auf.

## Leben und Werk
Beim Studium des Theaterschauspiels in London verliebte sich Allwright in die Nichte eines Theaterdirektors; er schlug ein Angebot der Royal Shakespeare Company aus, zog mit ihr in das französische Burgund und gründete eine Familie.
Allwrights Adaptionen, Übersetzungen und Interpretationen vieler amerikanischer und englischer Folk-Songs von Sängern wie Pete Seeger, Bob Dylan, Tom Paxton und Woody Guthrie sind in Frankreich sehr bekannt und populär, sie zählen zum nationalen „Chanson-Erbgut“. Er übersetzte unter anderem mit Genehmigung und Unterstützung des kanadischen Folk-Barden Leonard Cohen dessen Superhit Suzanne ins Französische und sang ihn auch selbst.
Im Rahmen seines Engagements für den Kampf der örtlichen bäuerlichen Bevölkerung gegen die Ausweitung eines militärischen Übungsgeländes auf der Hochebene Causse du Larzac in den 1970er-Jahren dichtete er ein Lied, das sich persönlich und direkt an den damaligen französischen Premierminister Valéry Giscard d’Estaing richtete; 2005 legte er eine pazifistische Umdichtung der französischen Nationalhymne Marseillaise vor.

## Diskografie (Auswahl)
- 1966: Joue, joue, joue (FR: Gold)
- 1967: Chante Leonard Cohen (FR: ×2Doppelgold )
- 1968: Le jour de clarté
- 1973: A L’Olympia (FR: Gold)
- 1987: Master Series Vol.1 (FR: Gold)